# Iván Romeo
Iván Romeo Abad (født 16. august 2003 i Valladolid) er en cykelrytter fra Spanien, der er på kontrakt hos Movistar Team.
Ved VM i landevejscykling 2024 blev han U/23-verdensmester i enkeltstart.